# Guajazulen
Guajazulen, také nazývaný azulon, systematickým názvem 1,4-dimethyl-7-isopropylazulen je alkylovaný polycyklický aromatický uhlovodík se sumárním vzorcem C15H18. Tento bicyklický seskviterpen je složkou některých silic, hlavně guajakového a heřmánkového oleje a z těch se také získává; je rovněž hlavním pigmentem u korálů řádu Alcyonacea.
Kvůli jeho nízké teplotě tání je, na rozdíl od azulenu, který je krystalický, obtížné guaiazulen skladovat. Elektronová struktura (i zbarvení) guajazulenu a azulenu jsou velmi podobné.

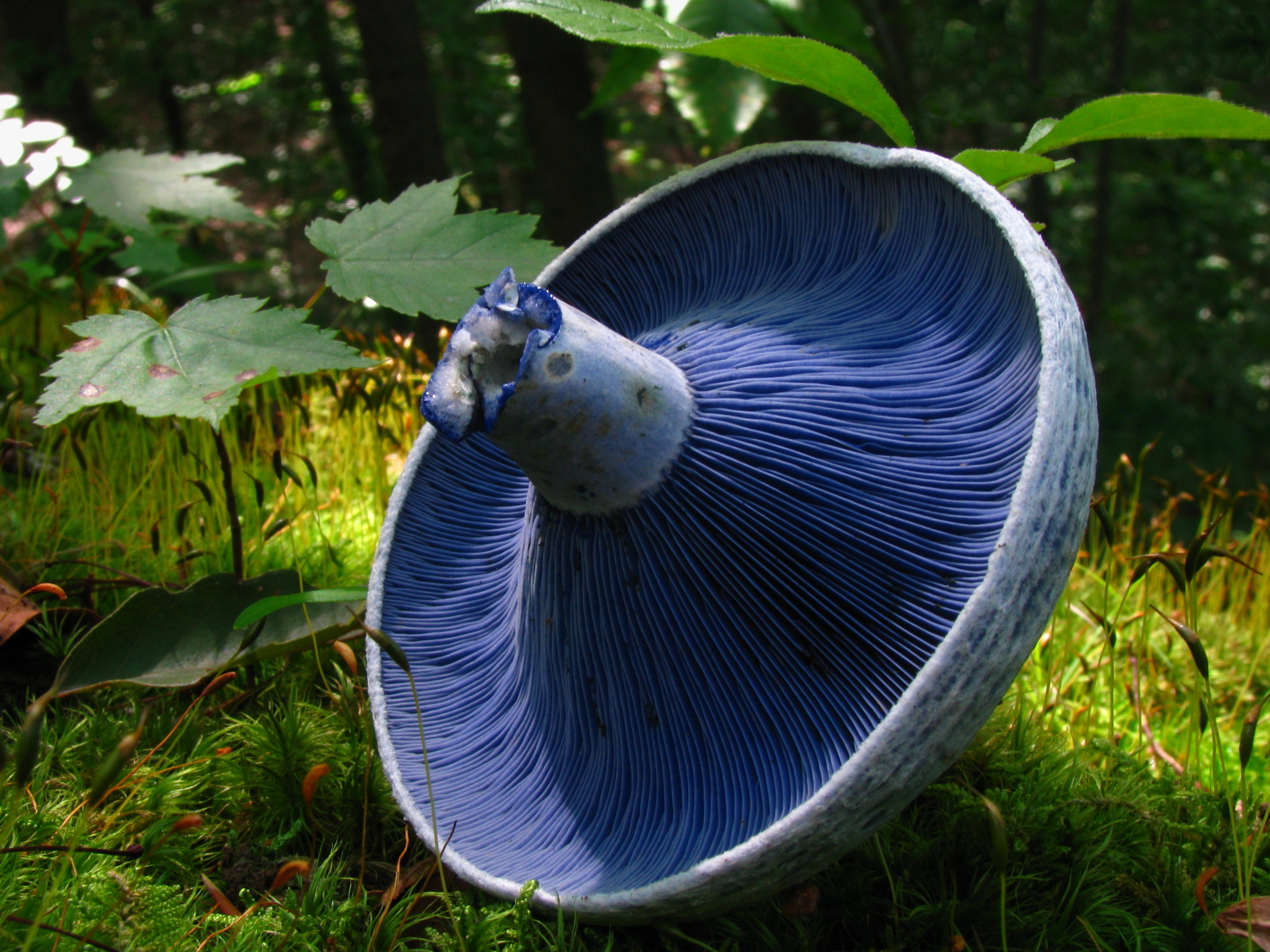
Modré zabarvení ryzce indigového

Derivát guajazulenu (7-isopropenyl-4-methylazulen-1-yl)methylstearát je původcem modré barvy houby ryzce indigového.

## Použití
Guajazulen a jeho 3-sulfonát jsou, společně s dalšími látkami, jako je alantoin, součástmi kosmetických přípravků.